# Daniele Rugani
Daniele Rugani (Luca, 29 de julho de 1994) é um futebolista italiano que atua como zagueiro. Atualmente, joga pela Juventus.

## Carreira

### Empoli
Nascido em Luca, na Itália, Rugani começou sua carreira no futebol no Empoli, time de Toscana, em 2000, aos 6 anos de idade.

### Juventus Primavera
Permaneceu na base do clube por 12 temporadas inteiras, antes de ser transferido para a Juventus, por empréstimo em agosto de 2012, por 150.000 mil euros de honorários. Depois de ingressar na Juventus, Rugani foi registrado no Juventus Primavera (Sub-20) do clube, onde foi titular regular durante a temporada 2012–13, vencendo a Coppa Italia Primavera.

### Juventus

#### Empréstimo ao Empoli
Depois de seus sucessos durante sua primeira temporada com a Juventus, Rugani foi comprado pelo clube em 31 de julho de 2013 em um acordo de co-propriedade por € 500.000 e, em seguida, enviado de volta para Empoli em um contrato de empréstimo de uma temporada antes de sua campanha da Série B de 2013–14.
Aos 20 anos, Rugani foi o principal zagueiro do Empoli durante sua campanha de sucesso, ao terminar a temporada com 40 jogos e 2 gols marcados pelo clube. Ele marcou seu primeiro gol na carreira de cabeça de canto em 22 de março de 2014, em uma vitória em casa por 4-0 sobre o Reggina. O clube terminou a temporada em 2º lugar, conseguindo assim a promoção automática à Série A, ao lado do campeão Palermo.
Em 18 de junho de 2014, foi confirmado que o acordo de copropriedade entre os dois clubes seria renovado, com o jogador permanecendo com o recém-promovido Empoli para a campanha da Série A de 2014-15 por empréstimo da Juventus. Rugani fez sua estréia na Serie A em 31 de agosto de 2014, aos 20 anos, em uma derrota por 2 a 0 para a Udinese, mais tarde marcando seu primeiro gol na Serie A em 20 de setembro, em um empate de 2 a 2 contra o Cesena. Em 2 de fevereiro de 2015, a Juventus comprou a metade restante dos direitos de registro de Daniele Rugani do Empoli, por um adicional de € 3,5 milhões. Rugani foi um jogador-chave para o Empoli naquela temporada, aparecendo em todas as 38 partidas do Empoli no campeonato naquela temporada sem ser substituído ou cartão amarelo, além de marcar 3 gols, já que o clube terminou a liga em 15º lugar.

### Retorno à Juventus
No verão de 2015, Rugani retornou oficialmente à Juventus. Ele fez sua estréia com o clube em 30 de setembro de 2015, entrando como substituto na vitória por 2-0 em casa sobre o Sevilla na fase de grupos da Liga dos Campeões da UEFA de 2015–16, também fazendo sua estreia europeia no processo. Ele fez sua primeira estreia no clube em 16 de dezembro, em uma vitória por 4 a 0 sobre os rivais do Torino no Derby della Mole nas oitavas de final da Coppa Itália. Sua estréia na liga com o clube veio 4 dias depois, quando substituiu o veterano zagueiro Andrea Barzagli aos 56 minutos de uma vitória por 3 a 2 fora sobre o Carpi. Ele fez sua primeira partida como titular na liga para o clube em uma vitória por 2 a 1 sobre a Sampdoria na Serie A, em 10 de janeiro de 2016. No final da temporada, foi campeão com a Juventus, conquistando o título da liga faltando 3 jogos.
Em 21 de setembro de 2016, Rugani fez sua primeira aparição na temporada e marcou seu primeiro gol pela Juventus, em uma vitória em casa por 4 a 0 sobre o Cagliari. Em 25 de setembro de 2016, foi confirmado que Rugani ficaria afastado dos gramados por seis semanas, depois de sair mancando do campo um dia antes para Palermo com uma torção no joelho direito; exames no centro J-Medical revelaram que ele sofreu uma distensão do ligamento lateral colateral. Ele voltou a treinar no início de 20 de outubro. Em 7 de dezembro, Rugani marcou seu primeiro gol na UEFA Champions League em sua terceira participação na competição, em uma vitória por 2-0 em casa sobre o Dinamo Zagreb. Em 14 de dezembro, Rugani estendeu sua permanência na Juventus, assinando um novo contrato que vigorará até 2021.
Após a venda de Leonardo Bonucci para o Milan no verão de 2017, a temporada 2017-18 viu Rugani receber mais tempo de jogo na defesa central com a Juventus. No total, ele fez 22 partidas na Série A pela Juventus e 26 em todas as competições, marcando 2 gols, ambos no campeonato, já que a Juventus mais uma vez terminou a temporada com uma dobradinha doméstica nos títulos da Série A e da Coppa Itália.
Em 30 de março de 2019, Rugani estendeu seu contrato com a Juventus, mantendo-se no clube até junho de 2023.
Ele fez sua 100ª partida pela Juventus em 29 de julho de 2020, em uma derrota por 2 a 0 fora para o Cagliari, na Série A.

#### Empréstimo ao Rennes
Em 3 de outubro de 2020, Rugani foi emprestado ao Rennes para a disputa da temporada por 1.5 milhões de euros.

#### Empréstimo ao Cagliari
Em 1° de fevereiro de 2021, Rugani foi emprestado ao Cagliari por 6 meses. No dia 3 de março de 2021, Rugani marcou seu 1° gol pelo clube, na vitória por 1 a 0 sobre o Bologna.

#### Empréstimo ao Ajax
Em agosto de 2024 foi emprestado ao Ajax até o final da temporada.

## Vida Pessoal
Rugani foi primeiro jogador da Campeonato Italiano de Futebol a testar positivo para a COVID-19.

## Títulos

### Juventus
- Serie A: 2015–16, 2016–17, 2017–18, 2018–19, 2019–20[34]
- Supercopa da Itália: 2015
- Coppa Italia: 2015–16, 2016–17, 2017–18, 2023–24